# Дхармапури (округ)
Дхармапури (англ. Dharmapuri) — округ в индийском штате Тамилнад. Административный центр — город Дхармапури.

## История
Образован 2 октября 1965 года из части территории округа Салем. В 2004 году из части территории округа Дхармапури был образован новый округ Кришнагири.

## География
Площадь округа — 4498 км². На территории округа расположен город Папарапатти.

## Демография
По данным всеиндийской переписи 2001 года население округа составляло 2 856 300 человек. Уровень грамотности взрослого населения составлял 61,4 %, что немного выше среднеиндийского уровня (59,5 %). Доля городского населения составляла 16 %.